# Castell de Llar
El Castell de Llar és una edificació defensiva medieval del poble de Llar, de la comuna de Canavelles, a la comarca del Conflent, de la Catalunya del Nord.
És en el lloc més alt del poble de Llar, al nord del petit nucli de població.

## Història
Documentat des del segle IX (864: Lare), depengué sempre de Sant Andreu d'Eixalada, i després de Sant Miquel de Cuixà, fins que el 1482 aquest monestir cedí el lloc i castell de Llar a Joan Sirac i de Serrabou, burgès de Vilafranca de Conflent, a canvi del castell, batllia i vegueria de Bolvir, a la Cerdanya. Els seus hereus, que a partir del 1592 prengueren el cognom de Llar, i en mantingueren la possessió fins a la Revolució Francesa. Els de Llar tingueren un paper important el 1674 a la conjura de Vilafranca de Conflent contra el domini francès.

## L'edifici
Només roman dempeus, del vell castell, una torre quasi quadrada, bastida damunt de la roca. Arriba a 5 metres d'alçada al costat nord, mentre que la base fa 5,3 metres de llarg. És fet de lloses de llicorella, unides amb morter de calç, més ben treballades als angles. A la base hi ha pedres de granit de mida més grossa. Al sud es conserven els dos muntants de la porta, que feia 1,2 metres d'amplada. El seu aspecte el situa al segle xii, i fa l'efecte de ser més una casa forta que un castell.